# ۱۳۶۰ (خورشیدی)
سال ۱۳۶۰ هجری خورشیدی، سالی عادی است.

## رویدادها

### خرداد
- ۲۰ خرداد - برکناری ابوالحسن بنی صدر از فرماندهی نیروهای مسلح.
- ۲۵ خرداد - تظاهرات به دعوت جبهه ملی در اعتراض به لایحه قصاص و اعلام ارتداد اعضای جبهه ملی از سوی روح‌الله خمینی.
- ۳۰ خرداد - تظاهرات مجاهدین خلق در واکنش به طرح عدم کفایت بنی‌صدر و ورود سازمان مجاهدین خلق به جنگ مسلحانه با حکومت.
- ۳۱ خرداد - رأی مجلس اول به عدم کفایت سیاسی رئیس‌جمهوری بنی صدر.

### تیر
- ۱ تیر - برکناری ابوالحسن بنی صدر از ریاست جمهوری به وسیله روح‌الله خمینی.
- ۶ تیر - ترور نافرجام سید علی خامنه‌ای در مسجد ابوذر تهران توسط گروه فرقان.
- ۷ تیر - انفجار دفتر مرکزی حزب جمهوری اسلامی و کشته شدن سید محمد بهشتی.

### امرداد
- ۷ مرداد - خروج ابوالحسن بنی صدر رئیس‌جمهور مخلوع ایران و مسعود رجوی سردسته مجاهدین خلق به پاریس.
- ۱۱ مرداد - آغاز ریاست‌جمهوری محمدعلی رجایی.
- ۱۴ مرداد - ترور حسن آیت منتسب به مجاهدین خلق
- ۸ شهریور - انفجار دفتر نخست‌وزیری و کشته شدن محمدعلی رجایی و محمدجواد باهنر.
- ۱۷ مهر - آغاز ریاست‌جمهوری سید علی خامنه‌ای.
- ۷ آبان - آغاز نخست‌وزیری میرحسین موسوی.
- ۲۰ آذر - ترور عبدالحسین دستغیب توسط مجاهدین خلق.

## زادروزها
- ۱۸ فروردین - پوریا آذربایجانی، کارگردان و فیلم‌نامه‌نویس
- ۶ اردیبهشت - سپیده خداوردی، بازیگر
- ۲۵ اردیبهشت - جلال کاملی‌مفرد، بازیکن فوتبال
- ۲۵ اردیبهشت - محمدصفر لفوتی، روزنامه‌نگار وفعال سیاسی کارگری دانشجوئی و حقوق بشر
- ۲۰ خرداد - کاوه صدقی بازیکن اسبق تیم ملی اسکیت ایران و سرمربی تیم ملی اینلاین هاکی ایران
- ۲۵ خرداد - مه‌لقا باقری، بازیگر
- ۱۴ مرداد - پیام لاریان، نویسنده و کارگردان
- ۲۵ شهریور - محمدجواد آذری جهرمی، وزارت ارتباطات و فناوری اطلاعات در دوران ریاست جمهوری حسن روحانی
- ۲۸ شهریور - ارشاد یوسفی، بازیکن فوتبال
- ۲۸ شهریور - مهدی حسینی‌نیا، بازیگر
- ۱۵ مهر - مریم پالیزبان، بازیگر سینما، تئاتر و شاعر
- ۲۷ مهر - فرناز رهنما، بازیگر
- ۱۰ آبان - آرمان آرین، نویسنده ایرانی داستان‌های خیال‌پردازی
- ۱۶ آذر - محمد بحرانی، مجری رادیو، صدا پیشه، بازیگر
- ۱ دی - حسن آخوندپور - کارگردان، فیلم‌نامه‌نویس و تهیه‌کننده
- ۳ دی - عمار تفتی، بازیگر
- ۲۰ دی - محمدجواد عزتی، بازیگر
- ۲۱ دی - محمد نصرتی، بازیکن فوتبال
- ۲۳ دی - محمد علیزاده، خواننده، تنظیم کننده،
- ۱۶ بهمن - آیدین نیکخواه بهرامی، عضو تیم ملی بسکتبال ایران
- بهمن - مازیار شاهی، آهنگساز و نوازنده تار
- ۱۴ بهمن - سید جلال حسینی، ورزشکار و فوتبالیست
- عظیم قیچی ساز، کوهنورد حرفه‌ای ایرانی

## درگذشت‌ها
تاریخ نامعلوم
- انوشیروان سپهبدی، سیاستمدار
- رفیع حالتی، بازیگر و کارگردان
- سلیمان بهبودی، گماشته منزل رضاخان و بعدها از افراد معروف دربار پهلوی

### بهار
- فروردین - اللهیار صالح، سیاستمدار
- ۸ اردیبهشت - علی‌اکبر شیرودی، از نظامیان و خلبانان معروف ایرانی
- خرداد - سعید سلطانپور، کارگردان تئاتر، نمایشنامه نویس، شاعر و فعال سیاسی
- ۳۱ خرداد - مصطفی چمران، وزیر دفاع
- خرداد - محمد جواد تندگویان، وزیر نفت

### تابستان
- ۷ تیر - سید محمد بهشتی، روحانی، سیاستمدار و رئیس دیوان عالی کشور
- ۲۲ مرداد - موشق سروری، کارگردان، طراح صحنه، تهیه‌کننده و نویسنده ایرانی ارمنی‌تبار
- ۸ شهریور - محمد جواد باهنر، نخست‌وزیر ایران
- ۸ شهریور - محمد علی رجایی، رئیس‌جمهور ایران

### پاییز
- ۷ مهر - محمد جهان آرا، فرمانده نظامی
- ۷ مهر - جواد فکوری، خلبان
- ۷ مهر - ولی‌الله فلاحی، سرتیپ نیروی زمینی جمهوری اسلامی ایران
- ۷ مهر - یوسف کلاهدوز، نظامی
- ۷ مهر - سید موسی نامجو، پنجمین وزیر دفاع حکومت جمهوری اسلامی ایران
- مهر - علی شایگان، روزنامه‌نگار، سیاستمدار و حقوقدان
- ۷ آبان - حسن لاهوتی اشکوری، سیاستمدار
- ۲۴ آبان - سید محمدحسین طباطبایی، معروف به علامه طباطبایی فقیه، فیلسوف و مفسر قرآن شیعه
- ۴ آذر - اسماعیل شاهرودی، شاعر
- ۱۳ آذر - تاج اصفهانی، خواننده
- ۲۰ آذر - عبدالحسین دستغیب، مجتهد شیعه
- ۲۵ آذر - نصرالله زرین‌پنجه، نوازنده

### زمستان
- ۱ دی - مجتبی استکی
- ۷ دی - محمد تقی بشارت
- ۲۶ دی - علی دشتی
- ۶ بهمن - حسینعلی ترکی، از فرماندهان سپاه پاسداران انقلاب اسلامی و فرمانده تیپ ۱۷ علی ابن ابی طالب
- ۱۹ اسفند - تاج الملوک آیرملو، ملکه مادر محمدرضاشاه و همسر بانفوذ رضاشاه پهلوی